# Carios natalinus
Carios natalinus är en fästingart som beskrevs av Cerny och Dusbábek 1967. Carios natalinus ingår i släktet Carios och familjen mjuka fästingar.
Artens utbredningsområde är Kuba. Inga underarter finns listade.